# مارگارت سنگستر
مارگارت الیزابت سَنگستِر (به انگلیسی: Margaret Elizabeth Sangster) (زاده ۱۸۳۸ - درگذشته ۱۹۱۲) شاعر، نویسنده و ویراستار آمریکایی بود. او در اواخر قرن نوزدهم و اوایل قرن بیستم دارای شهرت بود و ویراستاری مجلهٔ هارپرز بازار را بر عهده داشت.